# 미라 몰로이
마이라 멀로이(영어: Myra Molloy, 영어 발음: /məˈlɔɪ/, 태국어: ไมร่า มอลลอย, 1997년 9월 18일 ~ )는 미국, 태국의 가수, 작곡가, 배우이다. 13세 때 경연 프로그램 《타일랜드 갓 탤런트》에서 우승했다. 2014년 16세 때는 미국 ABC 사 경연 프로그램 《라이징 스타》에서 6위를 하면서 미국에서 활동을 시작했다.